# Лисенко Денис Євгенійович
Дени́с Євге́нійович Ли́сенко — старший солдат Збройних сил України, учасник російсько-української війни, що відзначився у ході російського вторгнення в Україну. Герой України (2025).

## Життєпис
Народився у Вінницькій області.
Під час російського вторгнення в Україну — старший навідник механізованого відділення мотопіхотного взводу мотопіхотної роти 17-го окремого мотопіхотного батальйону 57-ї окремої мотопіхотної бригади імені кошового отамана Костя Гордієнка.
1 березня 2024 року відзначився під час штурмових дій біля с. Синьківка Куп'янського району на Харківщині. Потягом 2024 року мав два поранення, після яких повертався до служби. У жовтні 2024, зазнавши третього поранення, разом із побратимом упродовж 18 днів утримував позицію, відбиваючи ворожі атаки. 8 квітня 2025 року відзначився біля м. Вовчанська (Харківська область) — під час стрілецького бою власноруч знищив чотирьох противників.

## Нагороди
- Звання Герой України з врученням ордена «Золота Зірка» (15 серпня 2025) — за особисту мужність і героїзм, виявлені у захисті державного суверенітету та територіальної цілісності України, самовіддане служіння Українському народові[3].